# Horisme gillettei
Horisme gillettei är en fjärilsart som beskrevs av George Duryea Hulst 1898. Horisme gillettei ingår i släktet Horisme och familjen mätare. Inga underarter finns listade i Catalogue of Life.